# Hove (Smørum Sogn)
 For alternative betydninger, se Hove. (Se også artikler, som begynder med Hove)
Hove en mindre landsby beliggende i Egedal Kommune under Region Hovedstaden i Nordsjælland mellem Veksø, Herringløse og Smørum. Bebyggelse i Hove er centreret omkring Hove Bygade, Hove Møllevej og Overdrevsvej. Byen har et gadekær og en flot gravhøj ved navn Buehøj, som også giver navn til møbelforrretningen Buehøjgård møbler som har eksisteret i mere end 50 år. Hove er måske mest kendt for Hove-senderen, en 320 meter høj radio/tv mast syd for byen, der blev opført i 1987 i forbindelse med etableringen af sendenettet for TV2. Nord for Hove ligger Hovegård transformerstation, der er planlagt udvidet i 2016 med en investering på 60 Millioner kr.

## Historie
Navnet Hove er en afledning af Hov i betydningen "forhøjning".
Hove landsby bestod i 1682 af 5 gårde og 4 huse uden jord. Det samlede dyrkede areal udgjorde 368,9 tønder land skyldsat til 87,91 tønder hartkorn. Dyrkningsformen var trevangsbrug.